# Низовые чуваши
Низовы́е чува́ши (чув. анатри́ чӑвашсе́м) — этнографическая группа чувашского народа. Этнографами выделяются три подгруппы: северная (междуречье Аниша и Урюма); подлесная или западная (междуречье Булы и Карлы); южная или степная (хирти) (междуречье Кубни и Карлы).

## Территория
Ареал расселения низовых чувашей граничит с ареалом средненизовых чувашей, переходная зона с которыми расположена по условно линии реки Уты, охватывает южные районы Чувашии и прилегающие районы Республики Татарстан и Ульяновской области. В XIX веке территория включала южную часть Цивильского уезда и северные территории Симбирского, Буинского, Тетюшского уездов.

## Происхождение
Степная подгруппа формировалась в XVI веке выходцами из центральных районов Чувашии, Приказанья и Заказанья под давлением царской администрации после взятия Казани, а также в результате вольной колонизации территории. В период Казанского ханства низовые чуваши разделились на две подгруппы, своеобразие которых определяется по языковым и другим признакам: средненизовых или нижнесторонних (анат енчи) и собственно низовых (анатри). Последние имели наибольшее этнокультурное соприкосновение со своими восточными соседями — татарами. С середины XVI века, в ходе заселения чувашами под давлением русского этноса южных степных районов, южнее реки Урюм образовалась новая подгруппа низовых чувашей — хирти (степные).
Благодаря раскопкам П. Н. Третьякова на территории ЧАССР было установлено, что юго-восточная часть чувашских земель, область чуваш анатри, прочно входила в состав Булгарского государства, она была отделена пограничными валами и на ней сидела булгарская феодальная знать, в то время как чуваши вирьял находились вне этих пограничных рубежей. Советский востоковед, историк-арабист, этнограф А. П. Ковалевский писал, что в результате нашествия монголо-татар и дальнейших разгромов булгарского царства в XIII—XIV вв. население бежало не только на север за Каму, но и на западные области чуваш, что также способствовало ещё большему усилению здесь булгарского элемента. Этнографические данные также указывают на связь с бытом степных народов.

## Антропология
Антропология низовых чувашей тяготеет к европеоидным группам Среднего Поволжья. Краниоскопический и краниометрический анализ указывает на большую европеоидность низовых чувашей в сравнении с верховыми. Население Батыревского и Яльчикского районов является наиболее европеоидным: более тёмная пигментация, рост выше среднего, большой процент высоких переносий и сильной профилировки лица. Всё это обнаруживает в них выраженные черты понтийского типа. Население Первомайского района от батыревцев и яльчикцев отличается более низким ростом, но, как и они, имеет бо́льшую европеоидность в сравнении с верховыми чувашами.

## Одежда

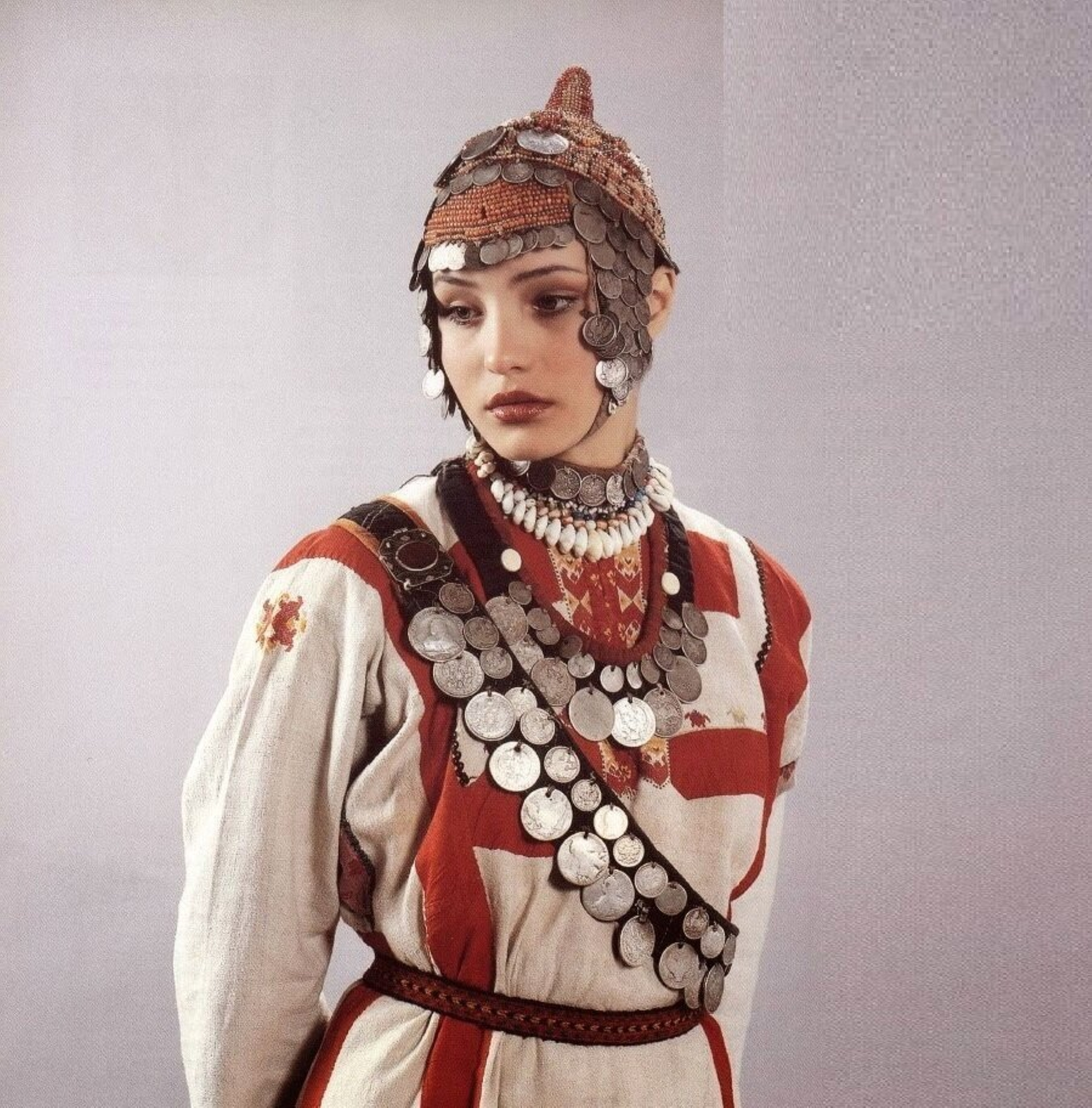
Чувашка низовой группы

На тело непосредственно надевали рубаху кĕпе. Рубашки шили из белого холста различного качества, в зависимости от характера использования, а также состояния семьи. Белые рубашки были освящены традицией и считались обязательными у всех групп чувашей во время языческих молений. Рубахи носили навыпуск и подпоясывали. При этом, если верховые чуваши носили сразу 3 пояса, то низовые и средненизовые — один с украшенными концами (пиçиххи).
В традиционной одежде чувашей и татар параллели наблюдаются во многих типах и видах одежды. Например, распашной халат шубыр (шупăр) который имеет туникообразный покрой, длинные рукава, боковые разрезы на подоле по вертикальным швам. Его нагрудная часть, наспинная и наплечная части полностью покрыты геометрическим орнаментом.
Костюм низовых чувашек схож с костюмом луговых мариек. Это проявляется в формах одежды, головном уборе, в орнаментации (мотивы и расположение) и покрое костюма. Совпадает и ряд названий: вышивка у грудного разреза рубах по-чувашски и по-марийски называется мел, узоры на груди женской рубахи в виде геометрических фигур (ромба, квадрата, многоугольника) по-чувашски пӳштĕр, по-марийски пӧштӱр и пӧштыр, вышивка на плечах в виде овального медальона имела термины хултăрмач и колдырмач в чувашском и марийском языках соответственно (в чувашском языке слово имеет, тюркское происхождение и встречается также в азербайджанском и чагатайском языках).
Таким образом, вплоть до конца XIX века одежда изготавливалась из белого холста, орнаментировалась вышивкой и красными лентами. Нагрудная часть рубашек низовых и средненизовых чувашей часто дополнялась прямоугольной вставкой сыпмалла. Декор женской рубахи выполнялся на груди (нашивки кĕскĕ и сунтăх), по рукавам и подолу. С начала XX века низовые, в отличие от других этногрупп, рубахи и фартуки стали шить из синего и красного клетчатого холста улача (пестрядь) или фабричных тканей, их силуэт стал шире, декор — ярче и пестрее.

### Верхняя одежда
По вечерам и в прохладные дни летом чуваши надевали легкий кафтан шубыр (шупăр) из белого хоста или пустав из тонкого сукна чёрного и синего цвета. Они имели покрой с прямой или приталенной спинкой со сборками, с запахом справа налево. Белый шубыр являлся также одеянием жрецов во время жертвоприношений. Однако, шубыры и чёрные лёгкие кафтаны носились, в основном, верховыми чувашами, а низовые предпочитали суконные кафтаны. Низовые чуваши больше ценили праздничные кафтаны чёрного или синего цвета, верховые — белого и жёлтого.
Зимней одеждой являлись шубы кĕрĕк из овчин жёлтой и чёрной окраски. Шубы шили длинные, со складками или сборками на талии, с меховой отделкой по вороту и рукавам. Чем больше делалось сборок, тем богаче считалась шуба, так как для этого нужно было больше материала. Воротник, края пол, карманы лучших шуб обшивались полоской чёрного сукна, сафьяна или мерлушки.
В сырую погоду или в дорогу поверх кафтана надевали чапан (аçам), епанчу (юпанчă), дождевик (çумăрлăх) из плотного сукна. Они шились прямоспинные, длиной до щиколоток, с большим воротником и глубоким запахом. Чапаны носили нараспашку или подпоясывали кушаками.

### Обувь
Основной обувью у мужчин и женщин были лапти (çăпата). Мужские лапти плели из семи лычек (пушăт) с небольшой головкой и низкими бортами. Женские лапти плелись весьма тщательно — из более узких полосок лыка и большего их числа (из 9 — 12 лычек). Низовые чуваши лапти носили с суконными чулками (чăлха). Женщины юго-восточных районов (Батыревский, Яльчикский) носили также суконные гетры (кĕске чăлха). Валенки (кăçатă) в прошлом носили состоятельные крестьяне. С конца XIX века появилась традиция покупать сыну к свадьбе кожаные сапоги (сăран атă), а дочери — кожаные ботинки (сăран пушмак).

### Головные уборы и украшения
Старинные головные уборы чувашских женщин делятся на две группы: покрывала и шапки. К группе покрывал относятся головная повязка сурпан с перевязью масмак (у низовых чувашей — более широкие, с крупными узорами), а также чалма и покрывало невесты пĕркенчĕк. Украшение сурпанов и способы их ношения в разных этногруппах чувашей имели свою специфику. У низовых чувашей сурпан был длинный (почти 2,5 метра) и покрывал голову. Сурпан низовых чувашей закреплялся головной повязкой пуç тутри. Орнамент узоров на масмаках очень разнообразный: фигуры коней, птиц, драконов, целые орнаментированные картины сотворения мира согласно чувашской мифологии. Низовые и средненизовые чувашки носили чалму (косынку) из тонкого белого холста, ею закрывалась вся голова, у чувашских женщин бытовал обычай не показывать волосы. По краям чалмы размещалась вышивка.
В качестве головного убора использовались сурпан и повязка сурпан тутри, украшенные вышивкой, с последней четверти XIX века — узорным ткачеством. Женский костюм включал также головной убор хушпу (двух видов); девичья тухья имела форму шлема с крупными бисерными узорами и конической вершиной. Украшения (ожерелье мăя, монисто мăй çыххи, серьги алка, чересплечное украшение тевет и др.) покрывались монетами и бисером. Поясная подвеска сарă украшалась вышивкой и бахромой.